# Santa Margarida da Serra

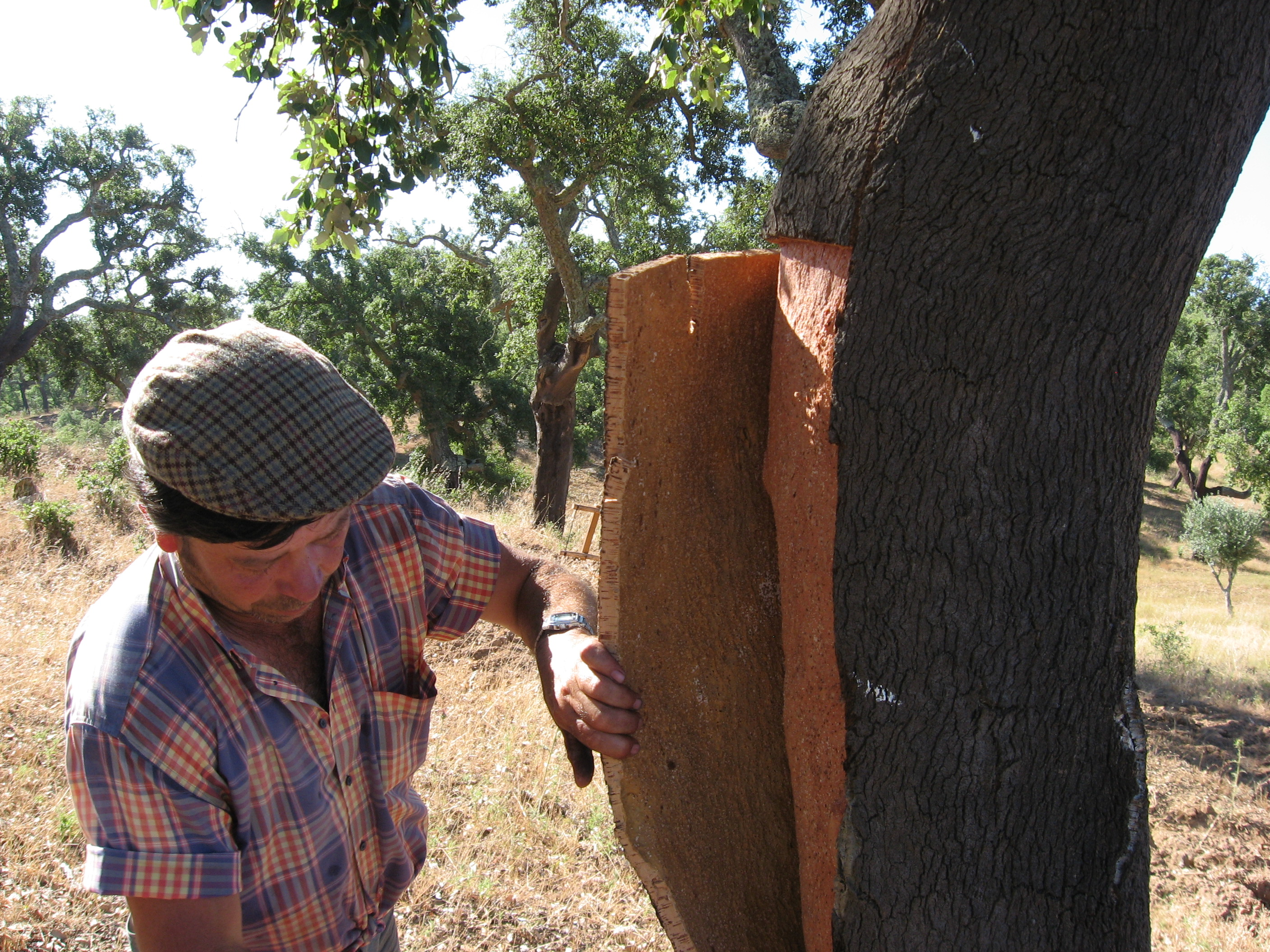
Kurkschillen

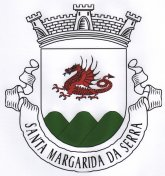
Wapen Santa Margarida da Serra

Santa Margarida da Serra is een plaats (freguesia) in de Portugese gemeente Grândola, in het district Setúbal en de provincie Alentejo. Het telde 243 inwoners (2001), en heeft 10 jaar later nog maar 177 inwoners (2011).

## Ligging
Santa Margarida de Serra ligt aan de Estrada Nacional 120 (EN120), de oude hoofdweg van de Algarve naar Lissabon. Het gebied bestaat hoofdzakelijk uit kurkeiken. De kurkeik (Quercus suber) wordt vooral in Spanje en Portugal gekweekt vanwege de kurk. Verder staat er een enkele ‘monte’ (een Alentejaanse boerderij). Het gebied is door de gemeente benoemd tot ‘espaço florestral de protecção’: een beschermd bosgebied.

## Historie
De freguesia Santa Margarida da Serra stamt uit ca. 1545, toen de stadsrechten van de stad Grândola werden vastgelegd in een handvest. Het dorp kreeg eerst straatverlichting in 1934, telefoons in 1962, elektrische verlichting in 1963, stromend water in 1964, en ADSL in 2006. De omvang van de parochiebevolking bereikte een hoogtepunt in 1940, met 1018 mensen, verdeeld over 210 woningen, een aantal dat geleidelijk werd verminderd. Een van de gevolgen van wegtrekkende bewoners en vergrijzing van de bevolking was de sluiting van de basisschool uit 1885 begin deze eeuw. In 2001 telde het dorp 243 inwoners en in 2011 nog maar 177.

## Architectuur, kunst, folklore en toerisme
Omgeven door een forse muur staat midden op de helling een landelijk kerkje “A nossa Senhora da Saúde”. De bouw werd gestart in het laatste kwart van de 15de eeuw. Op het retabel van het altaar zijn de troontreden afgebeeld van een beeld van Sint-Margriet. Twee zijnissen zijn versierd met afbeeldingen van Santa Lucia en de heilige Johannes.
Net buiten de dorpsgrens, aan de EN120, ligt de Barragem do Pego da Moura, ook genoemd de Barragem do Pego da Mina, een Romeinse, drie meter hoge stuwdam, bestaande uit drie muren en zes steunberen.
Het jaarfeest van Santa Margarida da Serra wordt gehouden op het laatste weekend van juli. Wellicht omdat de naamdag van Margaretha van Antiochië tegenwoordig gevierd wordt op 20 juli. Op 11 september wordt een tweede feest georganiseerd, a Festa em Honra da Nossa Senhora da Saúde. De schutspatrones van het dorp Santa Margarida da Serra.
Het dorp beschikt over een kampeerterrein.